# Синиця Артем Миколайович
Арте́м Микола́йович Сини́ця (нар. 3 листопада 1975, м. Чернігів) — український політичний діяч, колишній народний депутат України.

## Життєпис
Народився 3 листопада 1975 (м.Чернігів).
Освіта: Київський державний торговельно-економічний університет (1993—1998), «Бухгалтерський облік та аудит».
1999—2000 — бухгалтер-експерт, ТОВ «Нотінгем Хауз», м. Київ. 
2000—2002 — експерт з аудиту та бухгалтерських послуг, ТОВ «Андерсен», м. Київ. 
2002—2003 — старший експерт з аудиту, ТОВ «Ернст енд Янг Україна», м. Київ. 
2003—2006 — керівник департаменту внутрішнього аудиту, корпорація «МПС», м. Донецьк.

## Депутатська діяльність
Народний депутат України 6-го скликання листопад 2007-грудень 2012 від Партії регіонів, № 160 в списку. На час виборів: народний депутат України, член Партії регіонів. Член фракції Партії регіонів (з листопада 2007), член Комітету з питань транспорту і зв'язку (з грудня 2007).
10 серпня 2012 року у другому читанні проголосував за Закон України «Про засади державної мовної політики», який суперечить Конституції України, не має фінансово-економічного обґрунтування і спрямований на знищення української мови. Закон було прийнято із порушеннями регламенту.
Народний депутат України 5-го скликання квітень 2006-листопад 2007 від Партії регіонів, № 136 в списку. На час виборів: керівник департаменту внутрішнього аудиту корпорації «МПС», безпартійний, член Комітету з питань транспорту і зв'язку (з липня 2006), член фракції Партії регіонів (з травня 2006).